# Plan de Ayala, Jiquipilas
Plan de Ayala är en ort i Mexiko.   Den ligger i kommunen Jiquipilas och delstaten Chiapas, i den sydöstra delen av landet, 700 km sydost om huvudstaden Mexico City. Plan de Ayala ligger 586 meter över havet och antalet invånare är 479.
Terrängen runt Plan de Ayala är kuperad åt sydost, men åt nordväst är den platt. Runt Plan de Ayala är det ganska glesbefolkat, med 34 invånare per kvadratkilometer. Närmaste större samhälle är José María Pino Suárez, 7,0 km nordväst om Plan de Ayala. Omgivningarna runt Plan de Ayala är en mosaik av jordbruksmark och naturlig växtlighet.